# Familia anticarului
Familia anticarului (italiană: La famiglia dell'antiquario) este o piesă de teatru de Carlo Goldoni, o comedie în trei acte. A fost prima oară pusă în scenă în 1750.

## Prezentare

### Introducere
În introducere, Goldoni introduce intriga și personajele: Contele Anselmo din Palermo, un anticar nepriceput care cheltuie banii pe obiecte cu valoare scăzută dar care îi sunt prezentate ca și cum ar fi foarte vechi și prețioase; soția sa, acum în vârstă dar care se crede ca o femeie tânără, care este în conflict cu nora ei; și fiul ei, contele Giacinto, care încearcă în zadar să le împace pe cele două.

## Personaje
- Contele Anselmo Terrazzani, amator de antichități
- Contesa Isabella, soția sa
- Contele Giacinto, fiul lor
- Doralice, căsătorită cu contele Giacinto, fiica lui Pantalone
- Pantalone de' Bisognosi, negustor venețian bogat
- Cavalerul del Bosco
- Doctorul Anselmi, un bătrân prieten al contesei Isabella
- Colombina, camerista contesei Isabella
- Brighella, servitor al contelui Anselmo
- Arlecchino, prieten și concetățean al lui Brighella
- Pancrazio, chestorul de antichități
- Slujitorii contelui Anselmo

## Vezi și
- Operele lui Carlo Goldoni